# 테일러 앤드 프랜시스
테일러 앤드 프랜시스 그룹(Taylor & Francis Group)은 영국에 본사를 두고 서적과 학술지를 출판하는 국제적인 회사이다. 여기에는 테일러 앤드 프랜시스(Taylor & Francis), CRC 프레스(CRC Press), 라우틀리지(Routledge), F1000 리서치(F1000 Research) 및 도브프레스(Dovepress)가 포함된다. 이는 영국에 본사를 둔 출판사이자 컨퍼런스 회사인 인포마(Informa plc)의 사업부이다.

## 수치
이 그룹은 전 세계적으로 최소 18개 지사에 약 1,800명의 직원을 두고 있다. 본사는 영국 애빙던온템스의 밀턴 파크에 있으며 스톡홀름, 레이던, 뉴욕, 보카러톤, 필라델피아, 켄터키, 싱가포르, 쿠알라룸푸르, 홍콩, 베이징, 상하이, 타이페이, 멜버른, 시드니, 케이프타운, 도쿄, 뉴델리에 다른 사무소를 두고 있다.
테일러 앤드 프랜시스는 영국 인력의 2017년 평균 성별 임금 격차가 24.2%라고 보고했으며, 중앙값은 8%였다. 여성의 평균 임금이 (남성에 비해) 중위 임금보다 현저히 낮다는 사실은 여성이 가장 높은 임금을 받는 직위에 과소대표되어 있음을 보여준다.

## 사진

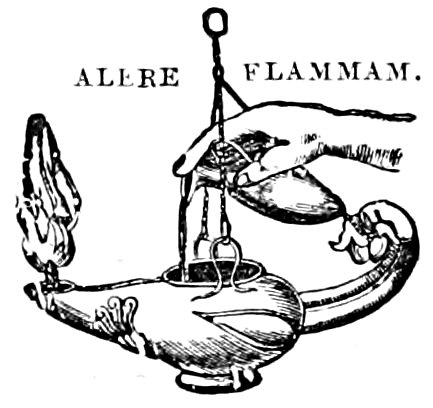
1900년 회사 로고
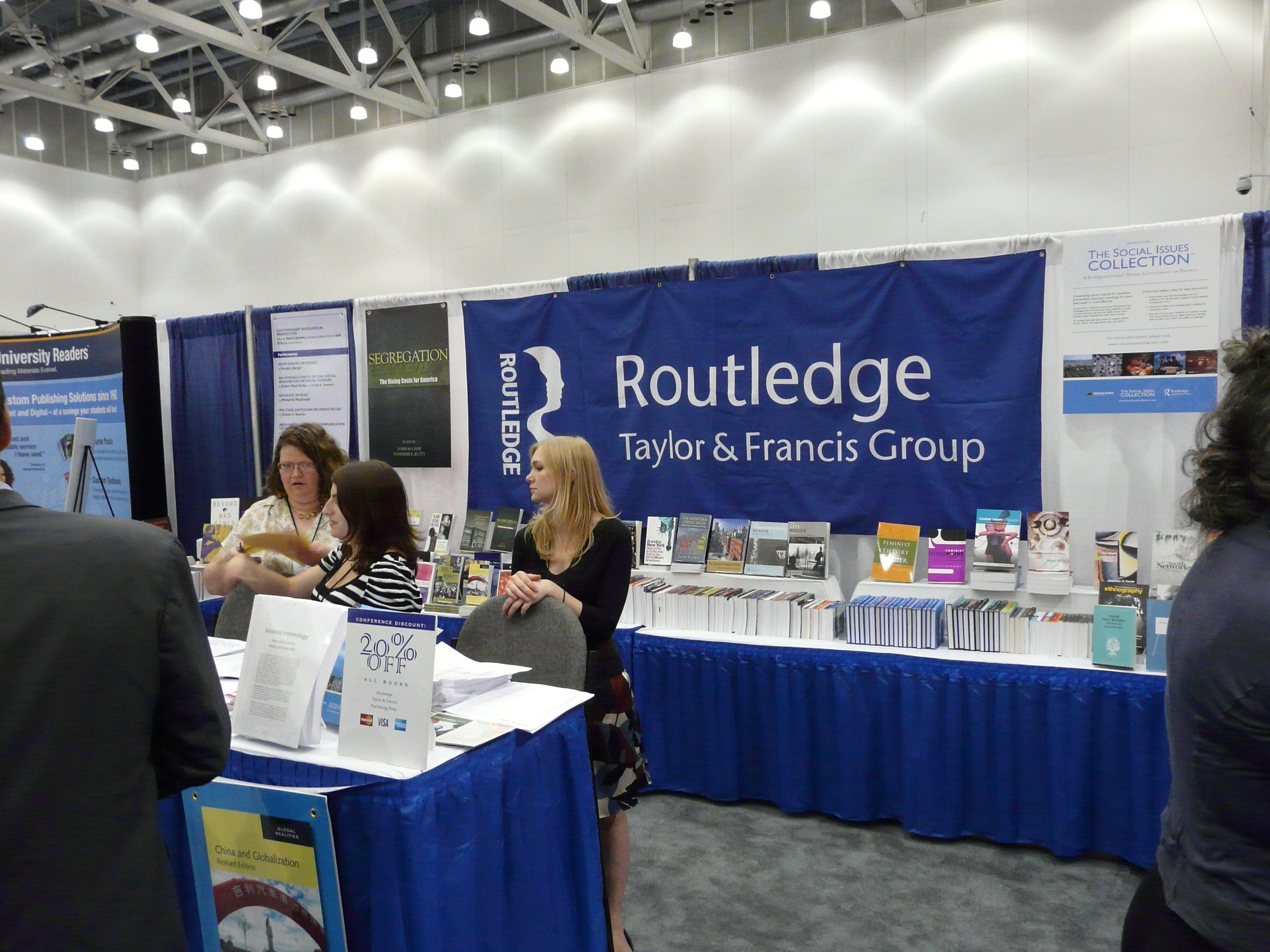
2008년 미국 학술 컨퍼런스에서의 모습
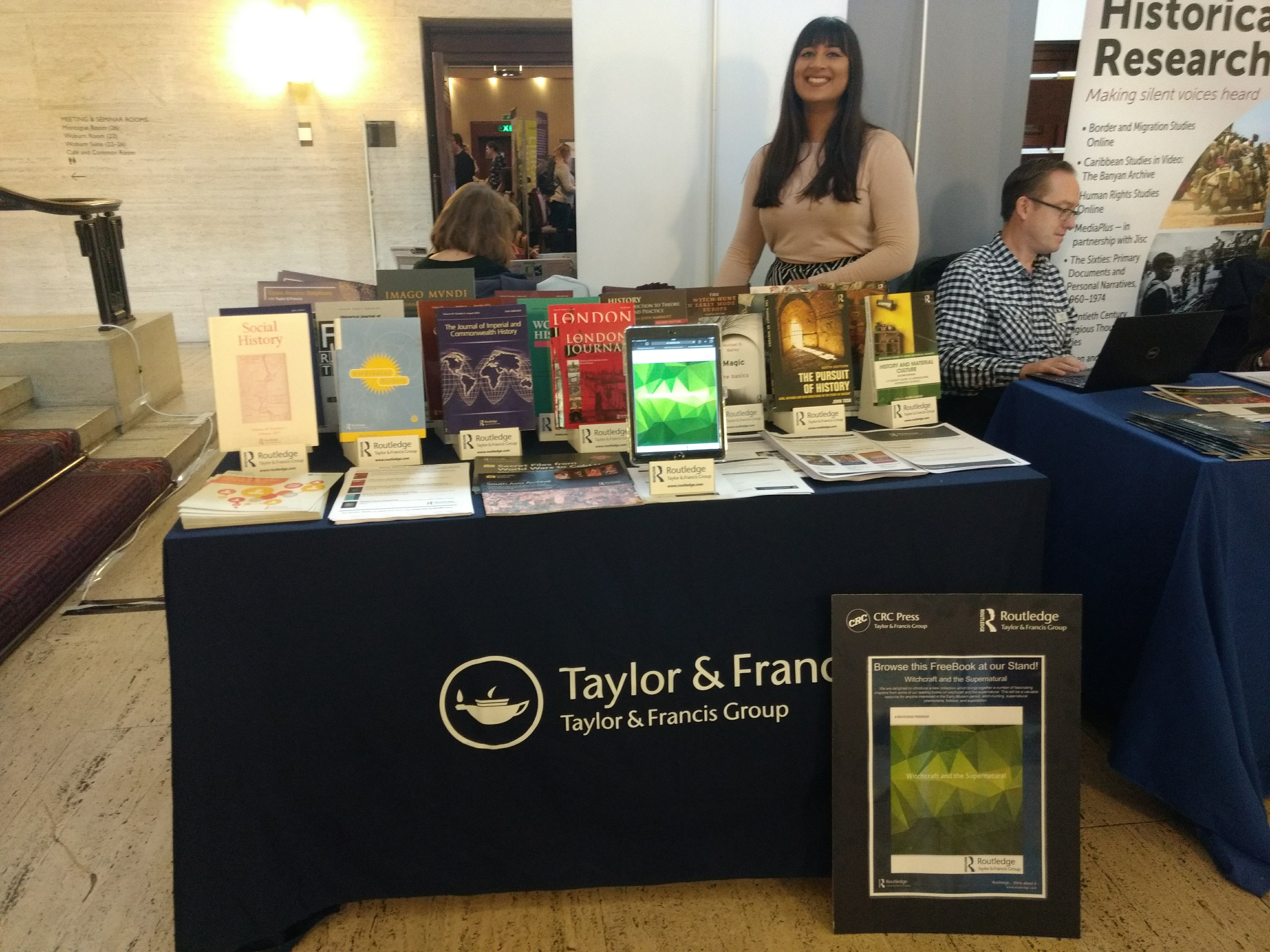
영국 런던 대학교의에서